# Sayyid Muhàmmad-Xah
Sayyid Muhàmmad-Xah fou el tercer sultà de Delhi de la dinastia dels Sayyids (1435-1445) 
El 19 de febrer de 1434 el sultà Sayyid Mubarak-Xah va ser assassinat per orde de Sarwar al-Mulk, un ministre al qual Mubarak havia destituït l'any anterior. Com que no tenia fills el va succeir el seu nebot Sayyid Muhàmmad-Xah (fill de Farid Khan, germà de Mubarak) amb l'acord de tots els amirs, maliks, imams, sayyids i notables. A les 24 hores va fer matar diversos esclaus i amirs del seu oncle i va castigar els que havien assassinat a Mubarak.
La reputació de Mahmud Shah I Khalji, sultà de Malwa, havia crescut i els ulemes de Delhi el van cridar per enderrocar al sultà Sayyid Muhàmmad-Xah (1440). A finals de 1441 es va posar de camí però en un combat prop de Delhi fou derrotat per Ala al-Din, fill de Sayyid Muhammad Shah, i va tornar a Mandu el 12 de maig de 1442. Muhàmmad havia cridat en ajut a Bahlul Lodi que va arribar des de Samana i les forces del qual van contribuir a la victòria; Bahlul va atacar a Mahmud durant el seu retorn i va saquejar les comitives d'alguns membres de l'escorta del sultà; això va agradar a Muhàmmad Xah que va adoptar a Bahlul Lodi com a fill, li va donar el títol de Khan-i-Khanan, i li va entregar el govern de Lahore i Dipalpur (que de fet ja governava) amb l'encàrrec de castigar Jasrath Khokar. Bahlul no va tardar a revoltar-se contra Sayyid Muhàmmad-Xah i es va annexionar Sunam, Hisar Firuza i altres regions del Panjab. Va provar d'ocupar Delhi sense èxit el 1443 però la noblesa es va posar en contra del sultà.
Va morir vers 1444 (les fonts donen entre 1443 i 1445) i fou succeït pel seu fill Sayyid Alà-ad-Din Àlam-Xah.